# 2045 Peking
2045 Peking è un asteroide della fascia principale. Scoperto nel 1964, presenta un'orbita caratterizzata da un semiasse maggiore pari a 2,379672 UA e da un'eccentricità di 0,054680, inclinata di 6,897978° rispetto all'eclittica. Ha un diametro di 9,664 km, un periodo di rotazione di 158,7 ore e un'albedo di 0,249.
Fa parte della famiglia di asteroidi Vesta.
Intitolato in onore della città di Pechino.